# 房山十渡风景名胜区
39°38′06″N 115°35′53″E / 39.63487500000001°N 115.597967°E

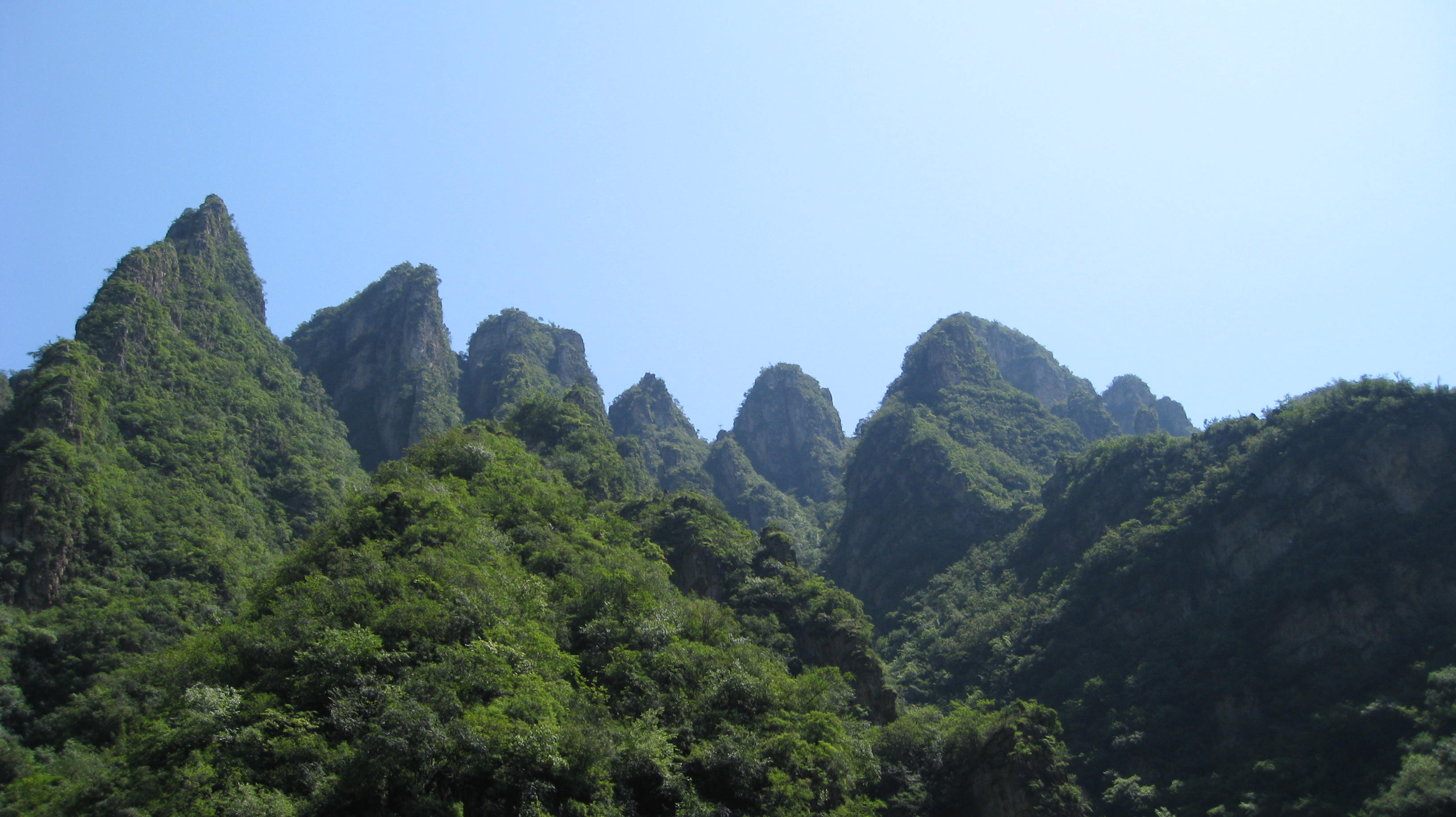
十渡的青山

房山十渡风景名胜区位于北京市房山区西南，是中国北方唯一一处大规模喀斯特岩溶地貌。十渡风景区是中国国家AAA景区和中国国家地质公园。

## 概况

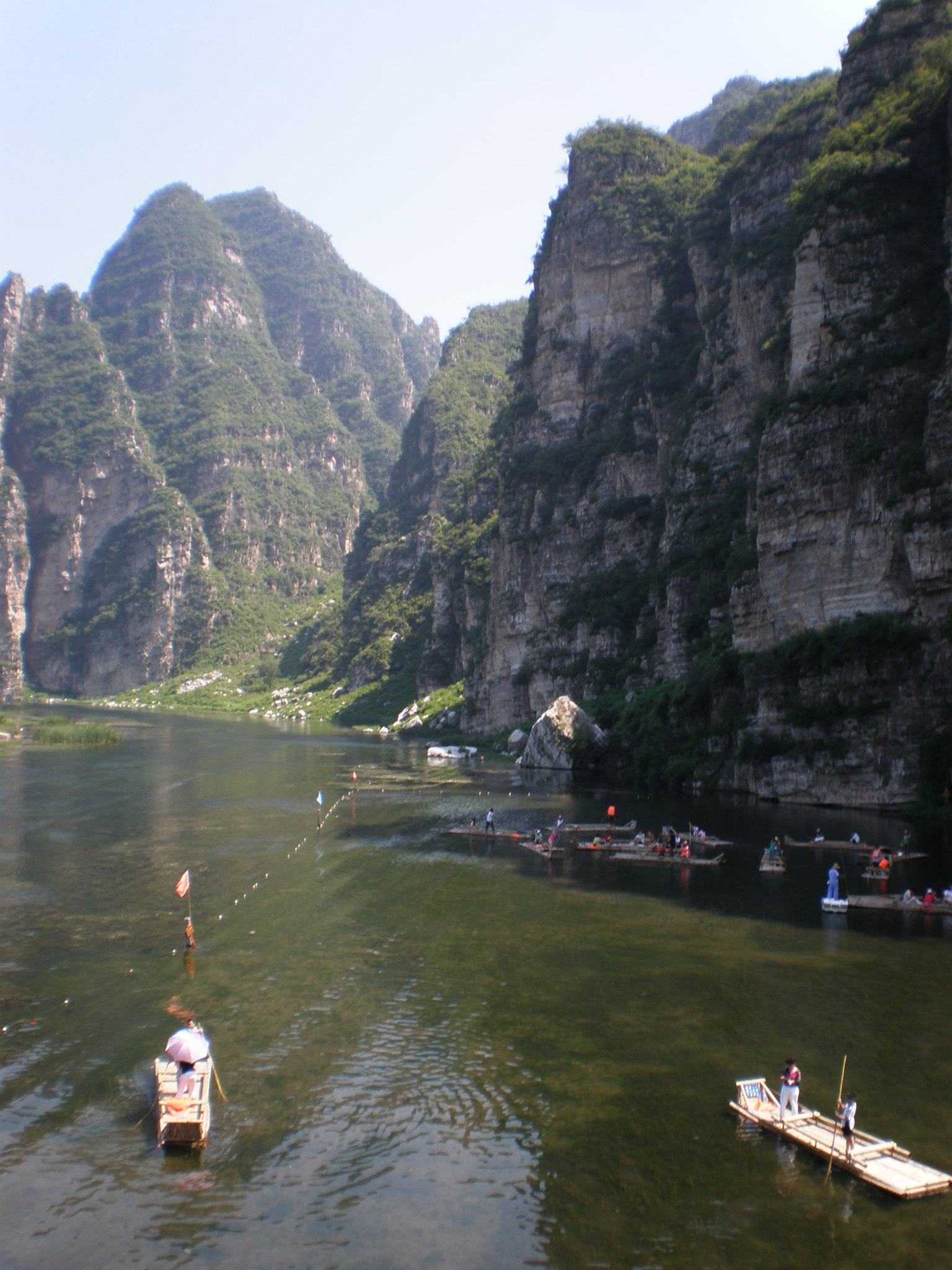
在十渡的拒马河

十渡风景区是大清河支流拒马河切割太行山脉北端而形成的一条河谷，全程约20公里。由于在历史上这条河谷中一共有十个渡过拒马河的摆渡渡口，故而得名“十渡”。现在公路已经修入河谷，这十处渡口早已改建为漫水桥没有真正的渡口了，但是十渡的名字却一直沿用至今。十渡风景区有着中国北方少见的喀斯特地貌，生态环境良好，植被覆盖率较高，风景优美，因而成为北京比较有名的一处旅游度假区。
十渡分别是：
- 一渡：沈家庵
- 二渡：千河口
- 三渡：穆家口
- 四渡：四渡岭
- 五渡：
- 六渡：
- 七渡：
- 八渡：
- 九渡：水上公园
- 十渡：

## 地质特征
包围十渡的山脉是太行山脉最北端的支系，其岩石主要为水成沉积岩，以石灰岩为主，由于拒马河水长期的冲刷，石灰岩在水和空气中二氧化碳的作用下逐渐被侵蚀溶解由于岩石的组成和密度不同，其受到侵蚀的速度也不同，因而形成了独具特色的山形，这一形成过程实际上与桂林山水的形成过程完全一样，两者主要的区别仅仅在于侵蚀的程度前者远远不如后者。
上述侵蚀过程不仅在地面进行，同时也在地下发生，距离十渡风景区不远的石花洞便是循这一原理形成的底下溶洞，2003年，在十渡风景区的六渡附近山中也发下了一个大规模的地下峡谷，这也是一处流水侵蚀形成的地下溶洞。由于拒马河的侵蚀与切割作用，太行山脉在峡谷处被截断，暴露出沉积岩的底层剖面，是研究沉积岩形成和地壳运动变化很好的教材。

## 十渡的鸟类

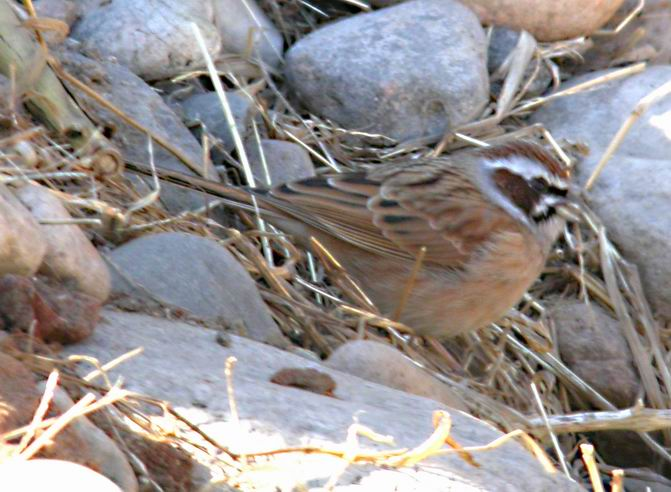
在十渡拍摄的三道眉草鹀

由于存在两山夹一水的独特地貌，拒马河两岸高高矗立的山崖不仅可以阻挡寒风直接入谷，并且能够反射阳光入谷，因而十渡风景区在冬季气候相对温和，流动中的拒马河水能够在许多河段保持不冻，有着较好的生存环境，因而许多北京本地留鸟选择在十渡越冬。一些以北京为分布北限的进水鸟类如白顶溪鸲、红尾水鸲、褐河乌、冠鱼狗等均选择十渡作为越冬场所，此外珍贵的涉禽黑鹳也选择十渡作为繁殖的场地这些都使得十渡风景区的鸟类分布谱像与北京其他地区相比显现出一些独有的特征。进入2000年以后，随着观鸟活动在北京的逐渐流行，十渡风景区成为观鸟爱好者冬季观鸟的一个重要场所，并逐渐积累了关于十渡鸟类相对完整的信息具体情况参见十渡风景区鸟类纪录。

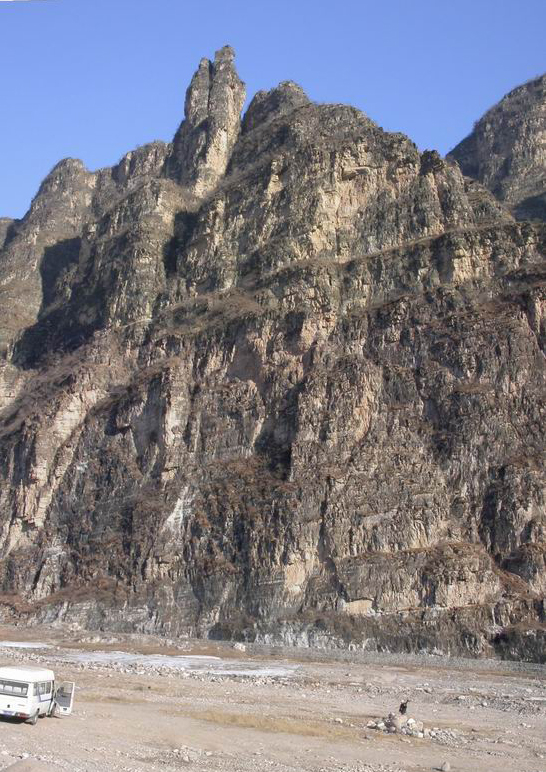
十渡在冬季的山

## 批评
十渡风景区以北方少见的岩溶地貌和优美的自然风光而闻名，并成为北京一处著名的旅游场所，但是随着十渡影响的扩大和旅游人次的增加，当地政府和百姓不断加深对十渡风景区的旅游开发力度，在整个景区兴建了很多旅游设施，其中绝大部分是充满现代气息的人工旅游设施，如蹦极跳、悬崖跳伞、索道、攀岩、滑翔飞翼、漂流、脚踏船、皮划艇、冲浪车、摩托艇、沙滩浴场、游泳、骑马等等，这些设施与十渡的自然风光并不协调并且商业气息浓郁，因而招致一些人的批评，他们认为十渡被变成了一个热闹、艳丽、人造景观泛滥远离城市的城市公园，并破坏了优美的自然风光。

## 交通

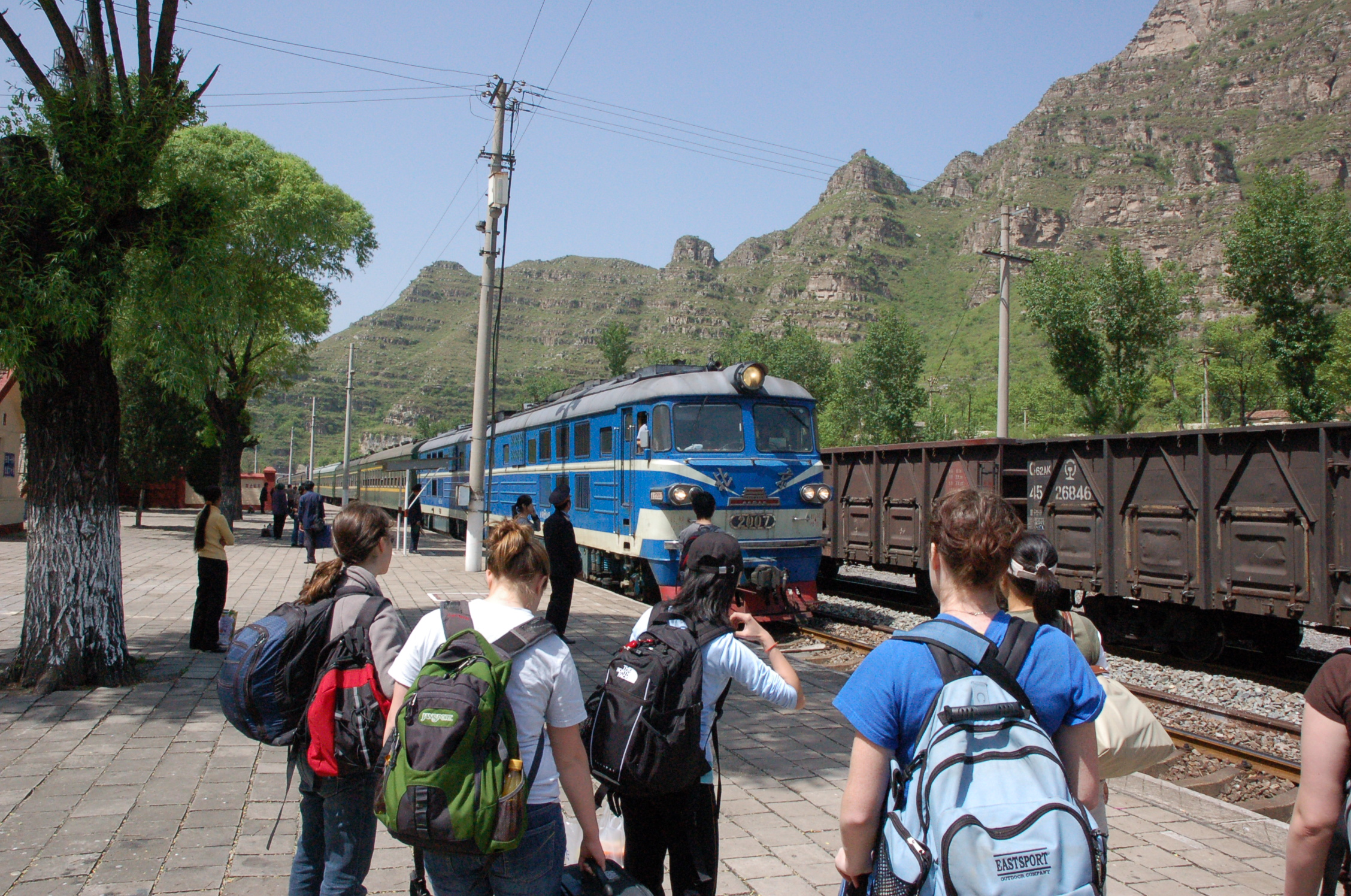
京原铁路十渡站

### 铁路
京原铁路经过十渡境内并设有十渡站。6437/6438次列车是目前每天唯一一对在十渡站停靠的旅客列车，6437次北京西站17:45开，十渡站20:05到；6438次列车5:38十渡站开，9:56分到达北京西站，北京西--十渡区间硬座票价6.5元。

### 公交路线

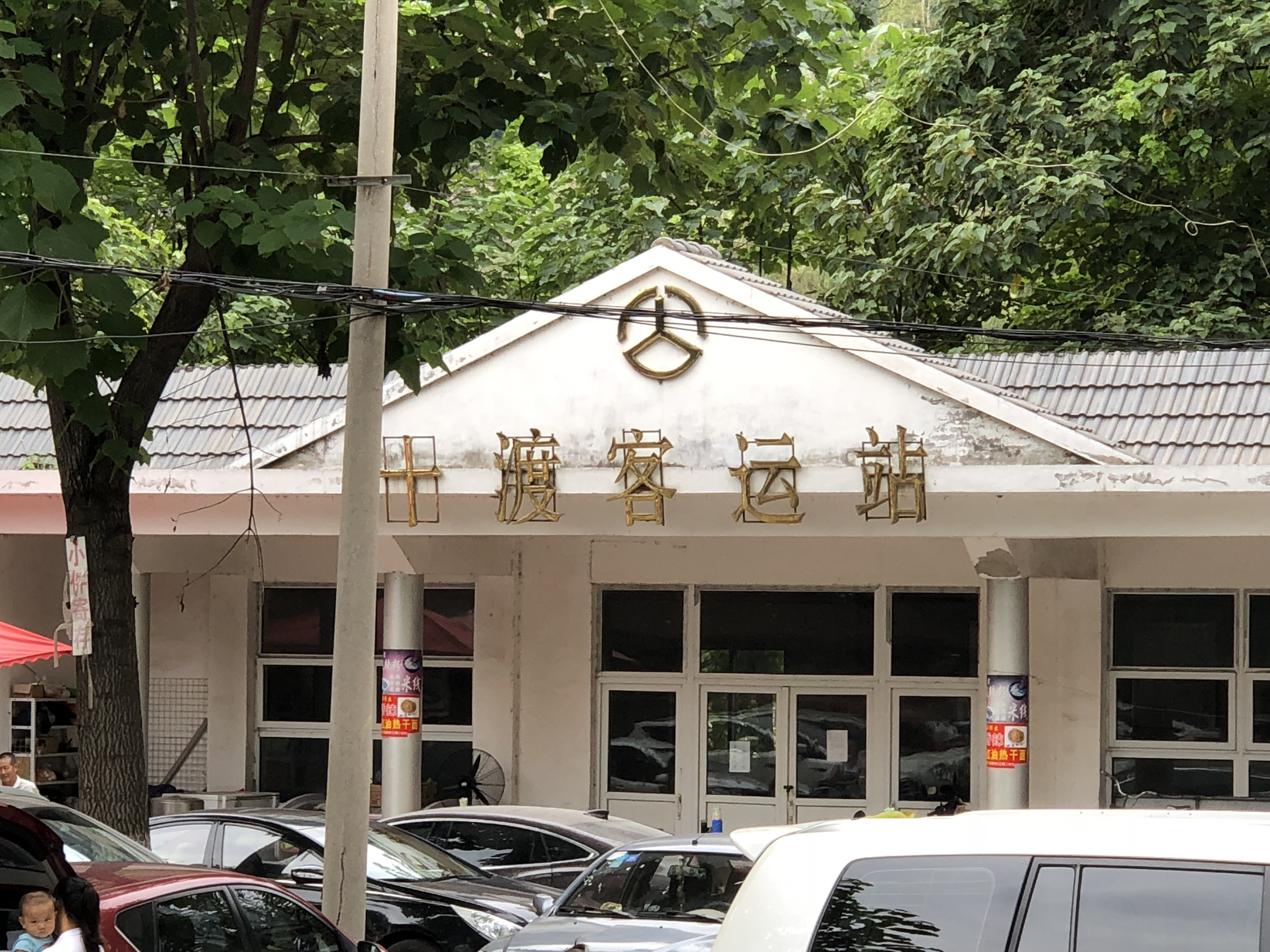
十渡客运站

北京西站南广场乘坐北京公交917路公交车 在张坊汽车站下车 换乘f82路即可到达十渡风景名胜区
除此以外房16路、房17路、房19路、F60路和东湖港通勤班车也到十渡，但均为定点发车

## 事故
2022年7月6日15时30分许，北京华彬天星通航一架贝尔505型直升机在十渡景区附近发生飞行事故发，造成机上两名飞行员遇难。